# 김주성 (1993년)
김주성(1993년 10월 15일 ~ )은 조선민주주의인민공화국의 축구 선수이다. 포지션은 공격수이다. 현재 4.25체육단 소속이다.